# Elizabeth Dillon
Elizabeth Dillon (2 mars 1865 - 14 mai 1907) est une diariste et une nationaliste irlandaise.

## Biographie
Elizabeth Dillon est née Elizabeth Mathew en Angleterre le 2 mars 1865. Ses parents sont Sir James Charles Mathew et Elizabeth Blackmore Mathew, Dillon est l'aîné de leurs cinq enfants. Sa famille est apparentée à la famille Butler, mais elle ne s'est rendu en Irlande qu'en 1886. Vivant à Queen's Gate Gardens, Kensington, Londres, elle fait ses études à la maison. Dès son jeune âge, elle fréquente la galerie des dames de la Chambre des communes, tout en mélangeant une vie sociale bien remplie avec des œuvres caritatives. Dillon commence à tenir un journal en 1879, qu'elle continue à écrire jusqu'à sa mort. Son ancêtre, Mary Mathew, est également diariste et tenait son journal pour la discipline de l'activité quotidienne. Elle commence bientôt à écrire pour l'amour de l'écriture ; certains supposent qu'elle écrit avec l'intention que ses journaux soient lus par d'autres. Elle assiste à des conférences sur le vieil anglais et la littérature au King's College de Londres de la fin de 1882 à 1884  et commence à apprendre l'irlandais en 1893.
Le père de Dillon soutient la réforme agraire en Irlande, préside la commission des locataires expulsés en 1892 et a une énorme influence sur sa politique. Elle fait sa première référence politique le 25 février 1883 lorsqu'elle mentionne l'arrestation des Invincibles, et elle commente ensuite régulièrement la réforme agraire. Elle voyage en Irlande pour la première fois en août 1886, séjournant à Killiney, dans le comté de Dublin. En octobre 1886, elle rencontre John Dillon et commence à suivre le plan de campagne afin de pouvoir en discuter avec lui lors de ses visites à la maison Mathew à Londres. Pendant ce temps, John Dillon est profondément immergé dans la politique et est emprisonné à plusieurs reprises. Adepte attentive de la politique irlandaise, elle devient anti-Parnellite. Elle confronte John Dillon à l'automne 1895 au sujet de leur relation, disant qu'ils ne peuvent plus se rencontrer car ils sont devenus l'objet de commérages. Il la demande en mariage dans les deux semaines, et ils se marient le 21 novembre 1895 à l'Oratoire de Brompton. Ils sont occupés et souvent séparés, John passe du temps dans un climat chaud en raison de sa mauvaise santé. Dillon essaye de l'accompagner quand elle le peut, mais la grande famille du couple rendu cela difficile. Ils ont une fille et cinq fils, John Dillon (1896-1970), Anne Elizabeth Dillon (née le 29 octobre 1897), Theobald Wolfe Tone (1898-1946), Myles, James et Brian. Les finances sont tendues jusqu'à ce que l'oncle de John, Charles, lui lègue sa maison au 2 North Great George's Street à Dublin en 1898, et qu'une entreprise à Ballaghadereen, dans le comté de Mayo, lui soit léguée par une cousine, Anne Deane, en 1905. Dillon dirige l'entreprise avec succès, tout en exerçant des fonctions d'épouse de politicien, comme l'ouverture de la branche féminine de Belfast de la United Irish League en juin 1905. Sa vie bien remplie l'amène à négliger son journal.
Dillon meurt le 14 mai 1907 à Dublin, après avoir donné naissance à une fille mort-née ce matin-là. Une pneumonie est mentionnée comme cause de décès, mais il pourrait s'agir d'une incompétence médicale. Elle est enterrée dans le caveau familial du cimetière de Glasnevin. Son mari lui écrit en juin 1907, A short narrative of the illness and death of my dearest love. Le Trinity College de Dublin conserve son journal et sa correspondance. Ses journaux intimes, édités par Brendan Ó Cathaoir, ont été publiés en 2019.